# Colubrina pedunculata
Colubrina pedunculata là một loài thực vật có hoa trong họ Táo. Loài này được Baker f. mô tả khoa học đầu tiên năm 1900.